# Wisch, Nordfriesland
Wisch là một đô thị thuộc huyện Nordfriesland, bang Schleswig-Holstein, Đức.